# Philodendron mello-barretoanum
Philodendron mello-barretoanum är en kallaväxtart som beskrevs av Burle-marx och Graziela Maciel Barroso. Philodendron mello-barretoanum ingår i släktet Philodendron och familjen kallaväxter. Inga underarter finns listade.